# Grand Prix Kanady 1983
Grand Prix Kanady 1983 (oryg. Grand Prix Labatt du Canada) – ósma runda Mistrzostw Świata Formuły 1 w sezonie 1983, która odbyła się 12 czerwca 1983, po raz szósty na torze Circuit Gilles Villeneuve.
22. Grand Prix Kanady, 16. zaliczane do Mistrzostw Świata Formuły 1.

## Klasyfikacja
| Legenda oznaczeń w tabelach wyników Wyświetl szablon na nowej stronie | Legenda oznaczeń w tabelach wyników Wyświetl szablon na nowej stronie                                                                     |
| Oznaczenie                                                            | Wyjaśnienie |
| --------------------------------------------------------------------- | --- |
| Złoty                                                                 | Zwycięzca lub mistrzostwo |
| Srebrny                                                               | 2. miejsce lub wicemistrzostwo |
| Brązowy                                                               | 3. miejsce lub II wicemistrzostwo |
| Zielony                                                               | Ukończył, punktował (w klasyfikacji generalnej, gdy zdobył co najmniej jeden punkt na przestrzeni sezonu, poza trzema powyższymi opcjami) |
| Niebieski                                                             | Ukończył, nie punktował (w klasyfikacji generalnej, gdy nie zdobył co najmniej jednego punktu na przestrzeni sezonu)                      |
| Czerwony                                                              | Nie zakwalifikował się (NZ) |
| Czerwony                                                              | Nie prekwalifikował się (NPK) |
| Różowy                                                                | Nie ukończył (NU) |
| Różowy                                                                | Niesklasyfikowany (NS) (w klasyfikacji generalnej, gdy nie został sklasyfikowany w żadnym wyścigu sezonu)                                 |
| Czarny                                                                | Zdyskwalifikowany (DK) |
| Czarny                                                                | Wykluczony (WYK/EX) |
| Biały                                                                 | Nie wystartował (NW) |
| Biały                                                                 | Kontuzjowany (K/INJ) |
| Biały                                                                 | Wyścig odwołany (OD/C) |
| Bez koloru                                                            | Został wycofany (WYC/WD) |
| Bez koloru                                                            | Nie przybył (NP/DNA) |
| Bez koloru                                                            | Nie brał udziału w treningach (NT/DNP) |
| Bez koloru                                                            | Nie został zgłoszony (–) |
| Pogrubienie                                                           | Start z pole position |
| Kursywa                                                               | Najszybsze okrążenie wyścigu |
| †                                                                     | Nie ukończył, ale jego rezultat został zaliczony ze względu na przejechanie więcej niż 90% dystansu wyścigu.                              |
| *                                                                     | Sezon w trakcie |
| 1/2/3                                                                 | Punktowana pozycja w sprincie kwalifikacyjnym                                                                                             |
| Lista systemów punktacji Formuły 1                                    | |

| Poz | Nr | Kierowca           | Konstruktor       | Okrążenia | Czas/powód NU   | Poz. start. | Punkty |
| --- | -- | ------------------ | ----------------- | --------- | --------------- | ----------- | ------ |
| 1   | 28 | René Arnoux        | Ferrari           | 70        | 1:48:31.838     | 1           | 9      |
| 2   | 16 | Eddie Cheever      | Renault           | 70        | + 42.029        | 6           | 6      |
| 3   | 27 | Patrick Tambay     | Ferrari           | 70        | + 52.610        | 4           | 4      |
| 4   | 1  | Keke Rosberg       | Williams-Ford     | 70        | + 1:17.048      | 9           | 3      |
| 5   | 15 | Alain Prost        | Renault           | 69        | + 1 okrążenie   | 2           | 2      |
| 6   | 7  | John Watson        | McLaren-Ford      | 69        | + 1 okrążenie   | 20          | 1      |
| 7   | 30 | Thierry Boutsen    | Arrows-Ford       | 69        | + 1 okrążenie   | 15          |        |
| 8   | 3  | Michele Alboreto   | Tyrrell-Ford      | 68        | + 2 okrążenia   | 17          |        |
| 9   | 9  | Manfred Winkelhock | ATS-BMW           | 67        | + 3 okrążenia   | 7           |        |
| 10  | 23 | Mauro Baldi        | Alfa Romeo        | 67        | + 3 okrążenia   | 26          |        |
| DK  | 4  | Danny Sullivan     | Tyrrell-Ford      | 68        | Dyskwalifikacja | 22          |        |
| NU  | 6  | Riccardo Patrese   | Brabham-BMW       | 56        | Skrz. biegów    | 5           |        |
| NU  | 35 | Derek Warwick      | Toleman-Hart      | 47        | Turbosprężarka  | 12          |        |
| NU  | 36 | Bruno Giacomelli   | Toleman-Hart      | 43        | Silnik          | 10          |        |
| NU  | 12 | Nigel Mansell      | Lotus-Ford        | 43        | Sterowność      | 18          |        |
| NU  | 22 | Andrea de Cesaris  | Alfa Romeo        | 42        | Silnik          | 8           |        |
| NU  | 2  | Jacques Laffite    | Williams-Ford     | 37        | Skrz. biegów    | 13          |        |
| NU  | 26 | Raúl Boesel        | Ligier-Ford       | 32        | Wał prz. napędu | 24          |        |
| NU  | 33 | Roberto Guerrero   | Theodore-Ford     | 27        | Silnik          | 21          |        |
| NU  | 31 | Corrado Fabi       | Osella-Ford       | 26        | Silnik          | 25          |        |
| NU  | 34 | Johnny Cecotto     | Theodore-Ford     | 17        | Dyferencjał     | 23          |        |
| NU  | 5  | Nelson Piquet      | Brabham-BMW       | 15        | Przepustnica    | 3           |        |
| NU  | 8  | Niki Lauda         | McLaren-Ford      | 11        | Wypadł z toru   | 19          |        |
| NU  | 11 | Elio de Angelis    | Lotus-Renault     | 1         | Przepustnica    | 11          |        |
| NU  | 29 | Marc Surer         | Arrows-Ford       | 14        | Przen. napędu   | 14          |        |
| NU  | 25 | Jean-Pierre Jarier | Ligier-Ford       | 0         | Skrz. biegów    | 16          |        |
| NZ  | 17 | Jacques Villeneuve | RAM-Ford          |           |                 |             |        |
| NZ  | 32 | Piercarlo Ghinzani | Osella-Alfa Romeo |           |                 |             |        |